# 183 (numero)
Centoottantatré (183) è il numero naturale dopo il 182 e prima del 184.

## Proprietà matematiche
- È un numero dispari.
- È un numero composto dai seguenti 4 divisori: 1, 3, 61, 183. Poiché la somma dei suoi divisori (escluso il numero stesso) è 65 < 183, è un numero difettivo.
- È un numero semiprimo.
- È un numero omirpimes.
- È un numero perfetto totiente.
- È un numero 62-gonale.
- È parte delle terne pitagoriche (33, 180, 183), (183, 244, 305), (183, 1856, 1865), (183, 5580, 5583), (183, 16744, 16745).
- È un numero palindromo e un numero a cifra ripetuta nel sistema di numerazione posizionale a base 13 (111).
- È un numero congruente.
- È un numero malvagio.

## Astronomia
- 183P/Korlevic-Juric è una cometa periodica del sistema solare.
- 183 Istria è un asteroide della fascia principale del sistema solare.
- NGC 183 è una galassia ellittica della costellazione di Andromeda.

## Astronautica
- Cosmos 183 è un satellite artificiale russo.